# Jubilejní medaile 70. výročí vítězství nad nacismem
Jubilejní medaile 70. výročí vítězství nad nacismem (ukrajinsky ювілейна медаль «70 років Перемоги над нацизмом») je vyznamenání prezidenta Ukrajiny založené roku 2015. Udílena byla na počest hrdinství, odvahy a odhodlání bojovníků proti nacismu, bojovníkům za svobodu a nezávislost vlasti.

## Historie
Insignie prezidenta Ukrajiny – Jubilejní medaile 70. výročí vítězství nad nacismem byla založena dekretem prezidenta Ukrajiny Petra Porošenka ze dne 29. dubna 2015. Prvních šestnáct medailí bylo uděleno 9. května 2015. Dne 29. února 2016 byl upraven vzhled medaile.

## Pravidla udílení
Vyznamenání bylo uděleno veteránům a válečným invalidům, kterým byl tento status přidělen v souladu s ukrajinským zákonem O stavu válečných veteránů, záruky jejich sociální ochrany, kteří se účastnili nepřátelských akcí, obrany, byli členy odboje nebo partyzány a bojovali proti nacistickému Německu a jeho spojencům během druhé světové války. Udělena byla i bývalým nezletilým vězňům koncentračních táborů, ghett a dalších vazebních míst vytvořených nacistickým Německem a jeho spojenci během druhé světové války, kterým v době uvěznění bylo méně než 18 let. Udělena byla i bývalým nezletilým vězňům, kterým bylo v době uvěznění méně než 14 let jako uznání za zdravotní postižení z důvodu nemoci, pracovního úrazu či jiného důvodu.

## Popis medaile
Medaile pravidelného kulatého tvaru o průměru 32 mm je vyrobena ze slitiny mědi. Na přední straně je v levé části znak Ukrajiny, pod nímž jsou dva letopočty, 1945 a 2015, a stylizovaná vavřínová ratolest. Vpravo je vyobrazen Památník vlasti nacházející se v Kyjevě. Ve spodní části je na pozadí barevně smaltovaných máků deska s nápisem Пам’ятаємо (pamatujeme) a Перемагаємо (vyhráváme). Na zadní straně je nápis 70 років перемоги над нацизмом. Nápis je obklopen věncem. Okraj medaile je vystouplý. Texty i obrázky jsou konvexní.
Stuha z hedvábného moaré je široká 28 mm a vysoká 42 mm. Stuha sestává zleva ze tří proužků širokých 1,5 mm v barvě modré, žluté a modré, na které navazuje tmavě žlutý proužek široký 8 mm, černý a červený proužek široký 1,5 mm, pruh šedé barvy široký 8 mm a opět trojice proužků širokých 1,5 mm v barvě modré, žluté a modré.š